# Give a Little Bit
«Give a Little Bit» es una canción del grupo británico Supertramp publicada en el álbum de estudio Even in the Quietest Moments... en 1977. Compuesta por Roger Hodgson, fue publicada como el primer sencillo del álbum y se convirtió en un notable éxito del grupo al alcanzar el puesto quince de la lista estadounidense Billboard Hot 100 y el veintinueve en el Reino Unido.
Los créditos de la canción están acreditados a Rick Davies y Roger Hodgson, al igual que todas las composiciones del grupo entre 1974 y 1983, momento en el que Hodgson abandonó el grupo. La canción se caracteriza por el uso de una guitarra electro-acústica de 12 cuerdas a la que se suma un clavinet en el puente de la canción.

## Historia
Bob Siebenberg, batería de Supertramp, relató que «Roger había estado trabajando en Malibú (California) durante bastante tiempo en esta melodía. Escuché la canción en habitaciones de hotel y sitios como esos. Tenía la canción en una pequeña cinta cuando me uní por primera vez al grupo, así que estaba familiarizado con la melodía. Probamos varias cosas sobre la batería y me pareció adecuado acompañarla con la caja... dándole algo así como el latido de un tren. Así que está todo en la caja y en el bombo, sin ningún relleno con el tom-tom ni nada por el estilo».
«Give a Little Bit» fue grabado para incluirse en el álbum en directo Paris, pero la canción fue eliminada porque los miembros del grupo no encontraron una toma de la suficiente calidad para incluirla. Después de que Hodgson abandonase Supertramp, la incluyó en su repertorio durante sus giras en solitario. La canción también fue interpretada durante su gira con Ringo Starr & His All-Starr Band en 2001. El 1 de julio de 2007, Hodgson interpretó la canción en el Concert for Diana, un concierto homenaje a Diana de Gales organizado en Londres. 
A pesar de la marcha de Hodgson, la formación liderada por Rick Davies también incluyó la canción en el repertorio de sus conciertos en 2002 y en 2010, interpretada por Jesse Siebenberg, hijo del batería.

## Lista de canciones
| Cara A |                     |          |  |
| N.º    | Título              | Duración |  |
| 1.     | «Give a Little Bit» | 3:20     |  |

| Cara B |              |          |  |
| N.º    | Título       | Duración |  |
| 1.     | «Downstream» | 4:00     |  |

## Posición en listas
| Lista                      | Posición |
| -------------------------- | -------- |
| UK Singles Chart           | 29       |
| Dutch GfK charts           | 2        |
| Dutch Top 40               | 2        |
| German Singles Chart       | 29       |
| Norwegian Singles Chart    | 9        |
| U.S. Billboard Pop Singles | 15       |

## Personal
- Roger Hodgson: voz principal y coros, guitarra electro-custica de 12 cuerdas.
- Rick Davies: clavinet y coros.
- John Helliwell: saxofón alto, maracas y pandereta.
- Dougie Thomson: bajo.
- Bob Siebenberg: batería.

## En el cine
Forma parte de la banda sonora de la película Daddy's Home 2 (2017).